# Emanuele Prisco
Emanuele Prisco (Perugia, 23 novembre 1977) è un funzionario e politico italiano, dal 23 marzo 2018 deputato alla Camera per Fratelli d'Italia e dal 2 novembre 2022 sottosegretario di Stato al Ministero dell'interno nel governo Meloni.

## Biografia
Nato il 23 novembre 1977 a Perugia, si è laureato in giurisprudenza all'Università degli Studi di Perugia ed è un direttivo del Corpo nazionale dei Vigili del Fuoco in aspettativa.
Inizia ad occuparsi di politica da giovane, durante gli anni della scuola e dell'università, entrando a far parte di Azione Giovani (AG), l'organizzazione giovanile di Alleanza Nazionale (AN), e al suo movimento universitario Azione Universitaria (AU), di cui è stato anche coordinatore e rappresentante studentesco. In AG ricopre diversi incarichi fino alla Direzione nazionale durante la presidenza di Giorgia Meloni, alla quale lo lega un lungo rapporto di amicizia e collaborazione.
Aderente alla confluenza di AN assieme a Forza Italia nel Popolo delle Libertà (PdL) come partito nel 2009, a dicembre 2012 partecipa alla scissione del PdL guidata da Meloni, Ignazio La Russa e Guido Crosetto che porta alla fondazione di Fratelli d'Italia (FdI), di cui diventa il primo coordinatore regionale per l'Umbria.
Dopo una prima esperienza in consiglio circoscrizionale, alle elezioni amministrative del 2009 si candida al consiglio comunale di Perugia, tra le liste del PdL a sostegno del candidato sindaco del centro-destra Giuseppe Sbrenna, venendo eletto per la prima volta consigliere comunale. Alla successiva tornata elettorale del 2014 viene riconfermato in consiglio comunale come il più votato nel centro-destra e nominato assessore all'urbanistica e allo sport nella nuova giunta guidata da Andrea Romizi.

### Elezione a deputato
Alle elezioni politiche del 2018 si candida alla Camera dei deputati nel collegio uninominale Umbria - 01 (Perugia), sostenuto dalla coalizione di centro-destra in quota Fratelli d'Italia, dove viene eletto per la prima volta deputato con il 35,38% dei voti contro i candidati del centro-sinistra, in quota Partito Democratico, Giacomo Leonelli (30,25%) e del Movimento 5 Stelle Paola Giannetakis (25,05%). Nel corso della XVIII legislatura ha ricoperto il ruolo di capogruppo di Fratelli d'Italia nella 1ª Commissione Affari Costituzionali, della Presidenza del Consiglio e interni e, brevemente, nella 14ª Commissione Politiche dell'Unione Europea.
Nel 2020, in vista delle elezioni regionali marchigiane, viene nominato commissario regionale di FdI nelle Marche e organizzatore delle liste e del programma elettorale, contribuendo all'elezione di Francesco Acquaroli a presidente della Regione Marche (il primo di centro-destra della sua storia).

### Sottosegretario agli Interni
Alle elezioni politiche anticipate del 2022 viene ricandidato alla Camera, tra le liste di Fratelli d'Italia come capolista nel collegio plurinominale Umbria - 01 e in quarta posizione nel collegio plurinominale Trentino-Alto Adige - 01, venendo confermato a Montecitorio in Umbria.
Con la vittoria della coalizione di centro-destra alle politiche del 2022 e la seguente nascita del governo presieduto da Giorgia Meloni, il 31 ottobre 2022 viene indicato dal Consiglio dei Ministri come sottosegretario di Stato al Ministero dell’Interno, entrando in carica dal 2 novembre e affiancando il ministro Matteo Piantedosi, ottenendo poi la delega al dipartimento dei vigili del fuoco, del soccorso pubblico e della difesa civile.
Ad agosto 2023 viene nominato da Giorgia Meloni come coordinatore regionale di FdI in Umbria, al posto di Francesco Zaffini.

## Vita privata
È sposato e padre di due bambini.